# 登校拒否児
『登校拒否児』（とうこうきょひじ）は、長谷志恩のファーストアルバム。
2005年5月22日に発売された。

## 概要
- 長谷志恩バンドが中心となっているアルバムであり、本人はボーカル、ギターでの登場。
- 『登校拒否児』など、自身の経験などを語った曲が多い。

## 収録曲
1. 登校拒否児
2. Fine
3. ひつじ
4. ユリと林檎
5. Silver Bracelet
6. 普通の空
7. ピンクのリボン
8. My Life Once Again
9. 一片の雫
10. 僕との約束
11. 心